# Historia de las revistas estadounidenses de ciencia ficción y fantasía hasta 1950

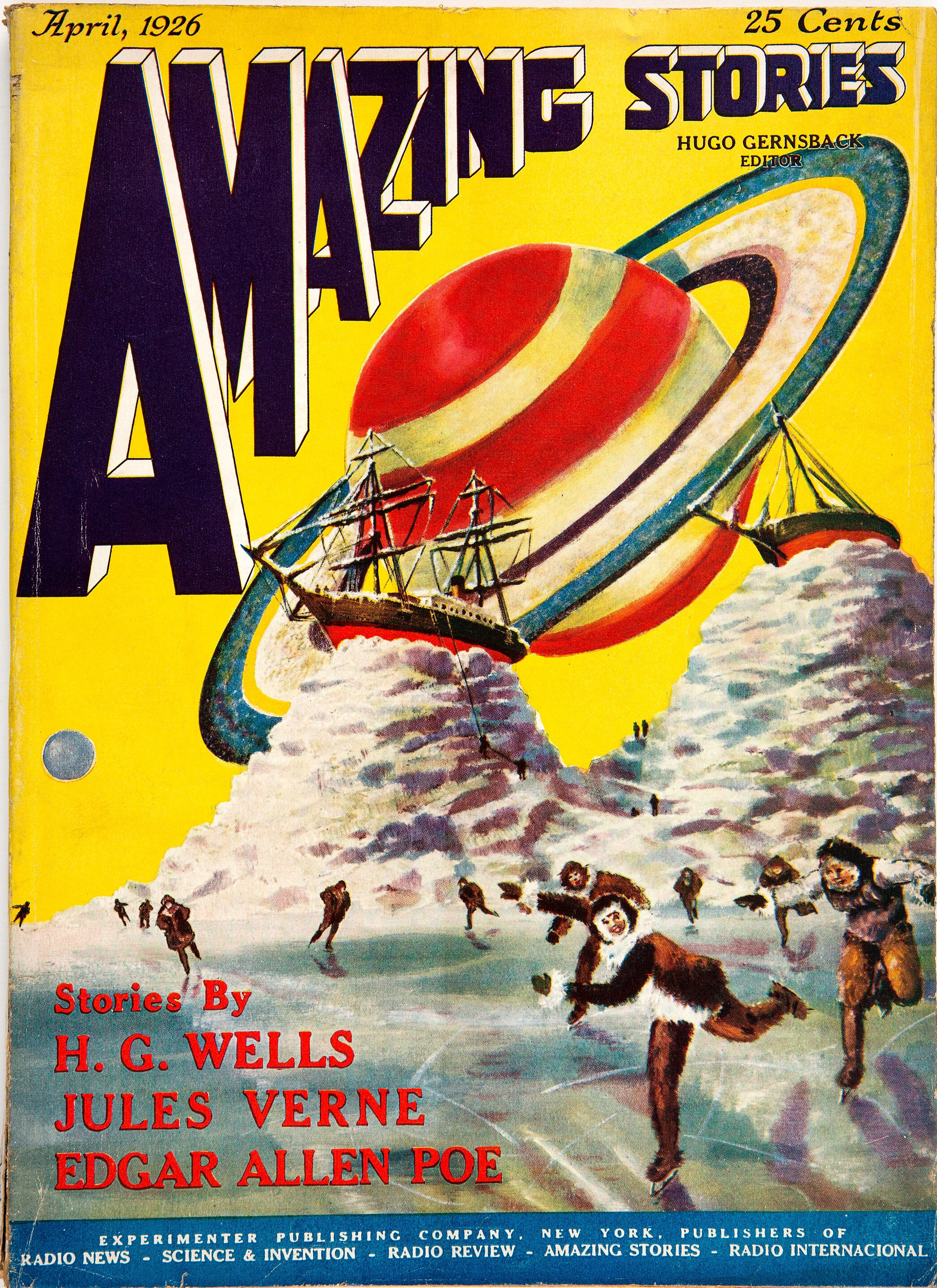
Primer número de Amazing Stories, de abril de 1926. La portada es de Frank R. Paul.

Las revistas de ciencia ficción y fantasía comenzaron a publicarse en Estados Unidos en la década de 1920. Historias con temas de ciencia ficción ya habían aparecido durante décadas en revistas pulp como Argosy, pero no se publicaron revistas especializadas en un único género hasta 1915, cuando Street & Smith, uno de los principales editores de publicaciones pulp, lanzó la revista Detective Story Magazine. La primera revista que se centró exclusivamente en la fantasía y el terror fue Weird Tales, que se inició en 1923 y se estableció como la principal revista de weird fiction (ficción extraña) durante las siguientes dos décadas; escritores como H. P. Lovecraft, Clark Ashton Smith o Robert E. Howard se convirtieron en colaboradores habituales. En 1926 a Weird Tales se le unió Amazing Stories, publicada por Hugo Gernsback; Amazing publicaba solamente ciencia ficción, no fantasía. Gernsback incluyó una sección en Amazing Stories que incluía un apartado de cartas al director, que condujo a la creación del fandom de ciencia ficción organizado, pues los fanes pudieron entrar en contacto entre ellos gracias a las direcciones publicadas en la sección. Gernsback quería que la ficción que publicaba fuera científicamente exacta y educativa además de entretenida, pero le resultaba difícil conseguir relatos que cumplieran sus objetivos; publicó «The Moon Pool» (El estanque de la luna), de Abraham Merritt, en 1927, a pesar de no ser en absoluto científica. Gernsback perdió el control de Amazing Stories en 1929, pero pronto lanzó varias revistas nuevas. Wonder Stories, una de las publicaciones de Gernsback, tuvo como editor a David Lasser, quien trabajó para mejorar la calidad de la ficción que recibió. Otro de los primeros competidores en el género fue Astounding Stories of Super-Science, que apareció en 1930, con Harry Bates como editor, pero Bates solo publicó sencillas historias de aventuras con un contenido científico mínimo y en la actualidad apenas se recuerda el material de la era Bates.
En 1933 Street & Smith adquirió Astounding y pronto se convirtió en la revista líder del nuevo género, publicando algunos de los primeros clásicos como «Sidewise in Time», de Murray Leinster, en 1934. Aparecieron un par de competidores de Weird Tales, pero ninguno perduró y la década de 1930 se considera como la del máximo apogeo de esta revista. Entre 1939 y 1941 hubo un auge de las revistas de ciencia ficción y fantasía; se incorporaron varias editoriales al género, como Standard Magazines, con Startling Stories y Thrilling Wonder Stories (un cambio de nombre de Wonder Stories); Popular Publications, con Astonishing Stories y Super Science Stories; Fantastic Adventures, la compañera en el género fantástico de Amazing; o Planet Stories, que se centró en relatos melodramáticos de aventuras interplanetarias. Astounding extendió su prestigio en el campo durante el boom: su editor, John W. Campbell, lanzó un grupo de jóvenes escritores, como Robert A. Heinlein, Isaac Asimov o A. E. van Vogt, y el período que comenzó en 1938, cuando Campbell se hizo cargo de Astounding, está considerado como la Edad de Oro de la ciencia ficción. Entre los relatos más conocidos de esta época se encuentran Slan, de van Vogt o «Nightfall» (Cae la noche) de Asimov. En 1939 Campbell lanzó Unknown, compañera de Astounding en el género fantástico, que se convirtió en el primera competidora seria de Weird Tales. Aunque la escasez de papel durante la Segunda Guerra Mundial forzó el cierre de Unknown en 1943, actualmente está considerada como una de las revistas pulp más influyentes.
Solo ocho revistas de ciencia ficción y fantasía sobrevivieron a la Segunda Guerra Mundial. Todas se publicaban todavía en formato pulp, excepto Astounding, que había cambiado a formato digest en 1943. Astounding siguió publicando historias populares, como «Vintage Season», de C. L. Moore, o «With Folded Hands...», de Jack Williamson. La calidad de la ficción en las otras revistas mejoró a lo largo de la década, particularmente Startling Stories y Thrilling Wonder, que publicaron material excelente y desafiaron a Astounding en el liderazgo del campo. Nacieron algunas revistas pulp más en la década de 1940, pero casi todas fueron concebidas como un medio para reimprimir viejos clásicos, a excepción de Out of This World Adventures, un experimento de Avon Publications, que combinaba ficción con algunas páginas de cómics, pero que fue un fracaso y publicó solo dos números. Empezaron a aparecer revistas en formato digest hacia finales de la década, como Other Worlds, editada por Raymond A. Palmer. En 1949 apareció el primer número de The Magazine of Fantasy & Science Fiction, seguida en octubre de 1950 por el primer número de Galaxy Science Fiction, ambas en formato digest y que pronto dominaron el campo. Muy pocas pulp de ciencia ficción o de fantasía se lanzaron después de esa fecha; la década de 1950 fue el comienzo de la era de las revistas digest, aunque las principales pulp resistieron hasta mediados de los años 1950.

## Los inicios

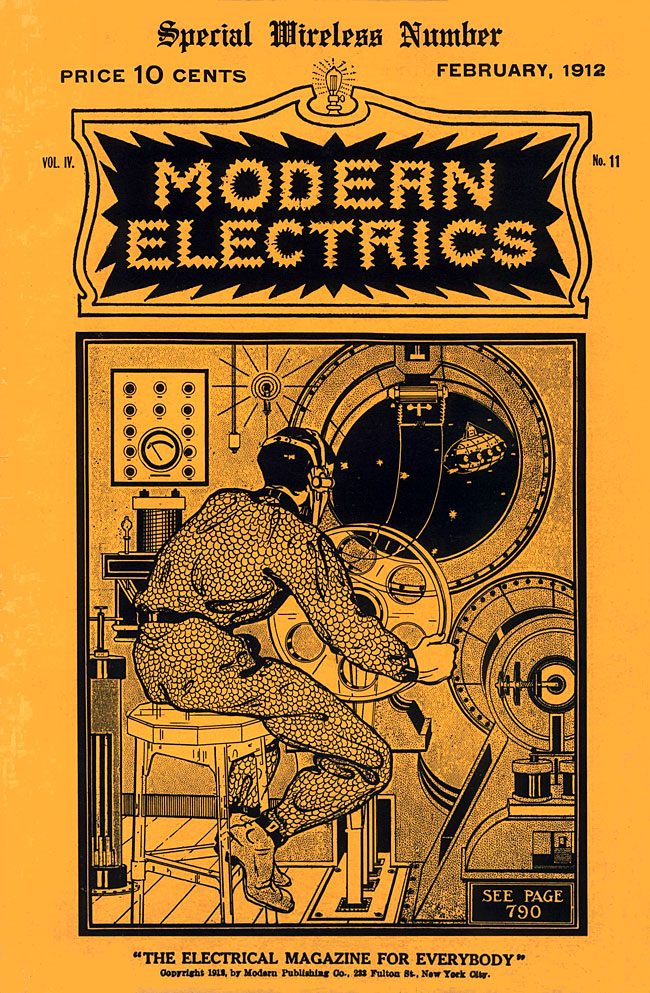
Ralph 124C 41+, de Hugo Gernsback, se publicó por entregas en Modern Electrics en 1912.

A finales del siglo XIX, aparecieron en las revistas estadounidenses relatos con un contenido reconocible como ficción científica. Estas revistas por lo general no publicaban contenido exclusivamente de ficción, sino que incluían artículos de no ficción y poesía. En octubre de 1896, la revista Argosy, editada por Frank A. Munsey, fue la primera en cambiar de temática y pasar a publicar solo ficción, y en diciembre de ese año comenzó a utilizar papel barato de pasta de madera. Los estudiosos de la historia de las revistas consideran actualmente que este hecho marcó el comienzo de la era de las revistas pulp. Durante veinte años las pulps tuvieron éxito sin restringir su contenido de ficción a ningún género específico, pero en 1915 la influyente editorial Street & Smith comenzó a publicar títulos que se centraron en un género en particular, como Detective Story Magazine y Western Story Magazine, pioneras de las revistas pulp especializadas en un único género.
A medida que proliferaban las pulp, aumentaba la inclusión de relatos de ciencia ficción, tanto en las revistas de ficción general, como Argosy y All-Story, como en otras más especializadas en temas como el deporte, la ficción policial y (especialmente) las de héroes. La ciencia ficción también apareció fuera del mundo pulp: Hugo Gernsback, que había comenzado su carrera en 1908 como empresario editorial y editor con una revista de radioaficionados llamada Modern Electrics, pronto comenzó a incluir artículos especulando sobre los usos futuros de la ciencia, como «Wireless on Saturn», que apareció en el número de diciembre de 1908. El artículo fue escrito con suficiente humor como para dejar claro a sus lectores que era simplemente un ejercicio imaginativo, pero en 1911 Modern Electrics comenzó a publicar por entregas Ralph 124C 41+, una novela con la trama situada en el año 2660. En 1913 Gernsback lanzó otra revista, Electrical Experimenter (cambiada de nombre a Science and Invention en 1920), que con frecuencia incluía  relatos de ciencia ficción, escritos tanto por Gernsback como por otros autores.
En 1919 Street & Smith lanzó The Thrill Book, una revista de historias que eran de alguna manera inusuales o inclasificables, lo que en la mayoría de los casos significaba que incluían elementos de fantasía o de ciencia ficción. The Thrill Book dejó de publicarse en octubre de 1919, tras publicar dieciséis números; incluía algo de ciencia ficción, sobre todo al final de su corta vida, pero no se considera generalmente como una pulp de ciencia ficción o fantasía. Dos años más tarde Gernsback lanzó otra revista, titulada Practical Electrics, y en 1924 envió una carta a sus suscriptores sugiriendo una revista que publicaría solo ficción científica, pero que tuvo  escasa respuesta y Gernsback archivó el proyecto.

## Weird TalesyAmazing Stories

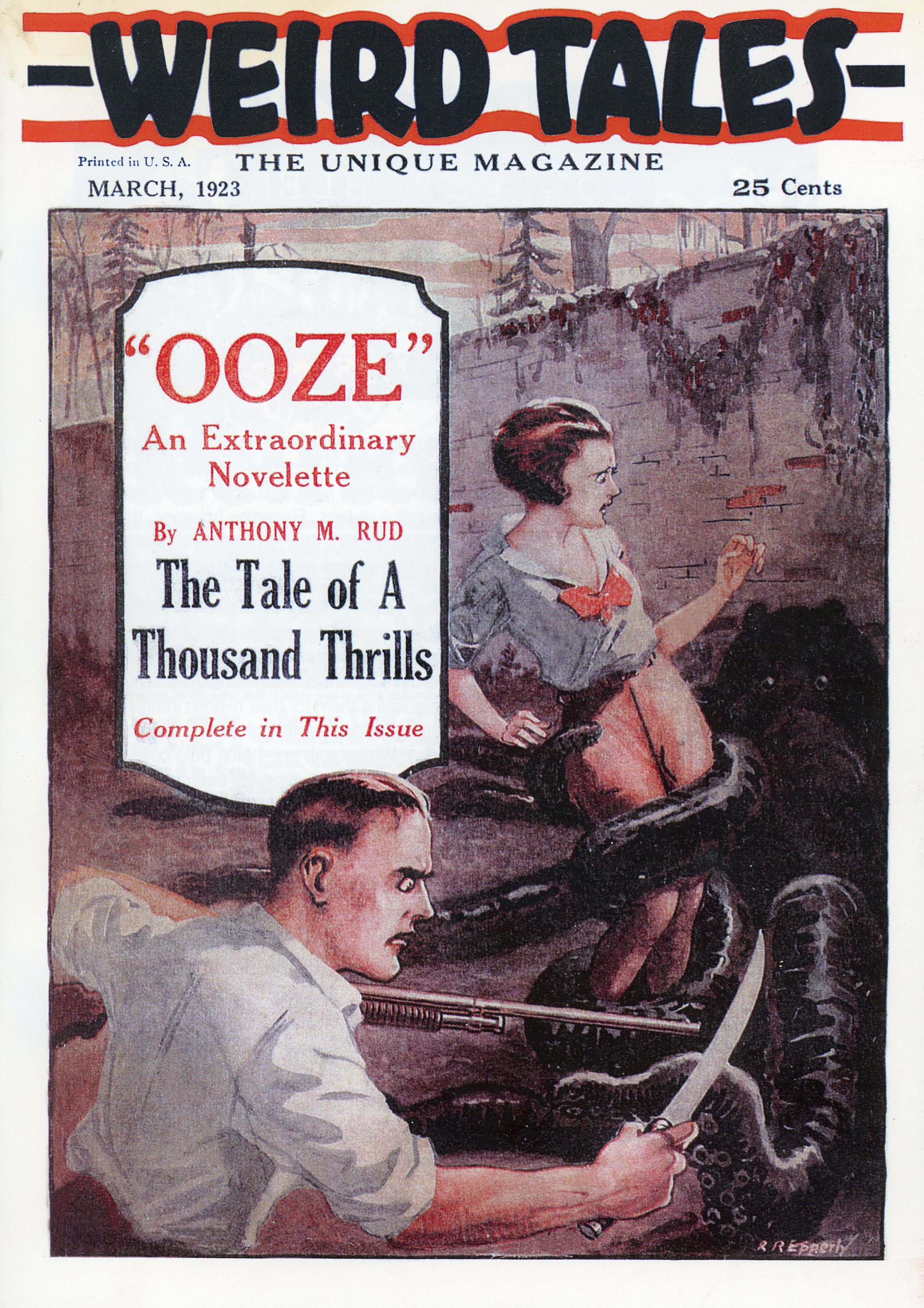
Primer número de Weird Tales, de marzo de 1923. La portada es obra de R. R. Epperly.

La primera revista que se asocia fundamentalmente a la fantasía y la ciencia ficción fue Weird Tales, que apareció en marzo de 1923. Su editor fue Edwin Baird y publicada por Rural Publications, una empresa propiedad de Jacob Clark Henneberger y J. M. Lansinger. Rural había lanzado con anterioridad la revista Real Detective and Mystery Stories. Weird Tales tenía la intención de proporcionar un mercado para la fantasía y la weird fiction y Henneberger estaba interesado en obtener material lo suficientemente inusual como para que no pudiera ser vendido a las revistas pulp del momento. Los autores que Henneberger esperaba publicar, como Ben Hecht y Emerson Hough, no respondieron y el calendario mensual programado pronto comenzó a alargarse, saltándose agosto y diciembre y varios números a mediados de 1924. Después de trece números mediocres y no rentables, Henneberger y Lansinger dividieron la compañía, quedándose una revista cada uno; Henneberger mantuvo el control de Weird Tales y nombró a Farnsworth Wright como editor. La revista rápidamente comenzó a mejorar, tanto en apariencia como en calidad, ya que Wright apoyaba talentosos escritores de fantasía como Robert E. Howard y H. P. Lovecraft.
Wright publicó con frecuencia ciencia ficción, incluido el primer relato de Edmond Hamilton, que apareció en agosto de 1926, y trabajos de Joseph Schlossel y Otis Adelbert Kline, así como ficción extraña y sobrenatural. La primera revista dedicada enteramente a la ciencia ficción fue Amazing Stories, que se unió a Weird Tales en los kioscos el 10 de marzo de 1926, publicando su número de abril. Gernsback había retrasado el lanzamiento un par de años después de que su encuesta a los suscriptores mostrara escaso interés en una revista de ciencia ficción, pero finalmente decidió dar el paso. Dejó de publicar Practical Electrics (recientemente renombrada como The Experimenter), pero conservó a su editor, T. O'Conor Sloane, como responsable de la nueva revista, aunque Gernsback tenía la última palabra sobre el contenido de  ficción. El primer número de Amazing incluía exclusivamente material reimpreso, como la primera parte de la novela de Julio Verne, Off on a Comet, y relatos de H. G. Wells y Edgar Allan Poe, aunque nueva ficción apareció pronto, con autores como Clare Winger Harris y A. Hyatt Verrill, que alcanzaron el éxito en una de las primeras competiciones de lectores que convocaba Gernsback y que se convirtieron en colaboradores habituales. Gernsback también introdujo una sección de cartas al editor y animó a sus lectores a entablar discusiones animadas en ella. En opinión de Mike Ashley, un historiador de la ciencia ficción, este fue «el verdadero secreto del éxito de Amazing Stories y la causa de la popularidad de la ciencia ficción», pues la sección ofrecía a los fans de la ciencia ficción, muchos de ellos personas solitarias, un foro en el que hacer amigos y hablar sobre sus intereses. La comunidad de lectores de ideas afines resultante dio pie al nacimiento del fandom de ciencia ficción, y también al de una generación de escritores que habían crecido leyendo el género.

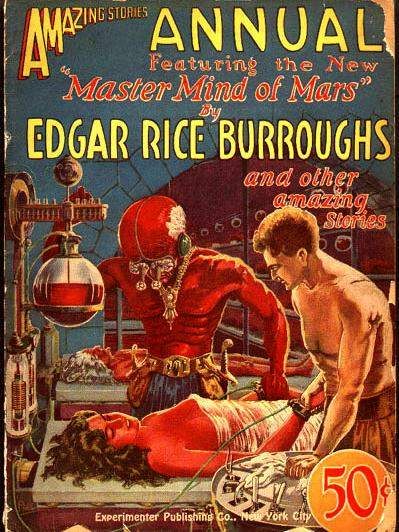
El único número de Amazing Stories Annual, de 1927. La portada es de Frank R. Paul.

Amazing fue un éxito, alcanzando una tirada de 100 000 ejemplares en menos de un año. Pasó algún tiempo antes de que le surgieran competidoras de cierta importancia, pero se lanzaron dos revistas menores de fantasía un año después del primer número de Amazing. La primera, Tales of Magic and Mystery, apareció en 1927 y duró solamente cinco números; se especializó en historias sobre magia, incluida una serie sobre Houdini, pero fue un fracaso financiero y ahora se recuerda sobre todo por haber publicado «Cool Air» (Aire frío), un relato de Lovecraft. La otra fue Ghost Stories, que lanzó Bernarr Macfadden a mediados de 1926, quien también publicó revistas confesionales como True Story. Gran parte del material de Ghost Stories fue escrito en un estilo confesional similar, con relatos de encuentros con fantasmas presentados como sucesos reales.
En junio de 1927 Gernsback publicó Amazing Stories Annual, que tenía el doble de tamaño y costaba el doble que los números ordinarios de Amazing. Incluía una nueva novela de la serie marciana de Edgar Rice Burroughs, The Mastermind of Mars, que Burroughs no había podido vender a otras, tal vez porque contenía elementos satíricos dirigidos al fundamentalismo religioso. El nombre de Burroughs era un poderoso aliciente para las ventas y Gernsback se había asegurado además dos historias de Abraham Merritt, también muy popular, por lo que la revista vendió 150 000 ejemplares, a pesar de su elevado precio (50 centavos). Este éxito convenció a Gernsback de lanzar otro título de ciencia ficción, y el primer número de Amazing Stories Quarterly apareció en 1928 con «Primavera» como fecha de portada. En el mismo año publicó en Amazing la primera novela de E. E. Smith, titulada La estrella apagada (The Skylark of Space), que tuvo un enorme éxito y fue la base de la serie Skylark de Smith y también de su posterior serie Lensman, que convirtieron a Smith en «uno de los más grandes, si no el mayor de todos» para algunos lectores de los años treinta.
Gernsback declaró que el objetivo de Amazing era educar y entretener. En el editorial del primer número de la revista afirmó que «estos relatos asombrosos no solo hacen su lectura tremendamente interesante - también son siempre instructivos. Proporcionan un conocimiento que de otro modo no podríamos obtener - y lo hacen de una forma muy agradable. El mejor de estos modernos escritores de ficción científica tienen la habilidad de impartir conocimiento e incluso inspiración sin que seamos conscientes de que estamos siendo educados». A Gernsback le resultó difícil encontrar material nuevo de calidad que fuera entretenido y cumpliera con su objetivo declarado de proporcionar información científica, y los primeros números de Amazing contenían una elevada proporción de reimpresiones. Descubrió que sus lectores preferían los romances fantásticos de Burroughs y Merritt a las historias más científicas de Verne y Wells, y quizás en respuesta Merritt publicó «The Moon Pool», un relato completamente acientífico, en el número de mayo de 1927 de Amazing; en la introducción del relato, Gernsback afirmó que Merritt estaba creando una nueva ciencia, pero Ashley opina que Gernsback estaba simplemente «buscando una excusa para incluir esta ficción fantástica en la revista cuando no encajaba con sus principios básicos».

## Wonder StoriesyAstounding

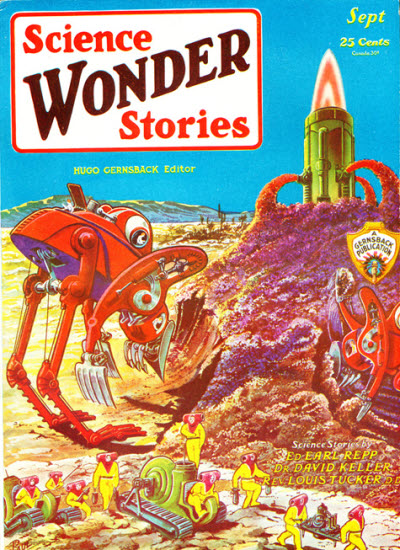
Número de septiembre de 1929 de Science Wonder Stories; portada de Frank R. Paul.

A principios de 1929 Gernsback fue a la quiebra y sus revistas fueron vendidas a Bergan A. Mackinnon; tanto Amazing Stories como Amazing Stories Quarterly continuaron publicándose por su nuevo propietario y Sloane permaneció como editor. En menos de dos meses Gernsback había lanzado dos nuevas revistas, Air Wonder Stories y Science Wonder Stories. Gernsback todavía creía en el valor educativo de la ciencia ficción y contrastaba sus objetivos en Air Wonder Stories en oposición a la ficción que aparecía en pulps de aviación como Sky Birds y Flying Aces, que eran, según sus palabras, relatos «meramente aventuras aéreas estilo 'Salvaje-Oeste'». Su plan era llenar Air Wonder con «historias aéreas del futuro, estrictamente acompañadas de detalles científico-mecánico-técnicos, repletas de aventura, exploración y hazañas». El editor, tanto de Air Wonder como de Science Wonder, fue David Lasser, que no tenía experiencia previa en el puesto y que sabía poco sobre ciencia ficción, pero el estar graduado por el MIT había convencido a Gernsback para que lo aceptara. La estrategia de Lasser funcionó, con publicaciones de algunos escritores populares, como Fletcher Pratt, Stanton Coblentz o David H. Keller, así como dos de los ganadores de los concursos que Gernsback que posteriormente serían autores reconocidos en el género: Raymond A. Palmer, que después sería editor de Amazing Stories, y John Wyndham, posteriormente famoso por su novela de 1951 El día de los trífidos. Los lectores de las dos revistas, la mayoría más aficionados a la ciencia ficción que a la aviación, se solaparon a menudo. Con estas dos revistas establecidas, Gernsback añadió Science Wonder Quarterly en octubre de 1929, también editada por Lasser. Al mismo tiempo, Gernsback envió una carta a algunos de los escritores a los que ya había comprado relatos, pidiéndoles «historias de detectives o misterios criminales con una buena base científica» y en enero de 1930 lanzó Scientific Detective Monthly, editada por su adjunto, Hector Gray, con lo que tenía cuatro revistas en total.
En enero de 1930 se publicó el primer número de Astounding Stories of Super-Science, que se convertiría en la revista más influyente en el campo durante una década. La publicó William Clayton, que tenía una exitosa editorial de títulos pulp. En 1928 Harold Hersey, que por entonces trabajaba para Clayton, había sugerido añadir una nueva revista de ciencia ficción; Clayton no estaba convencido, pero cambió de parecer al año siguiente. El editor de Astounding, Harry Bates, no estaba interesado en los objetivos educativos que motivaron a Gernsback y llenó Astounding de historias de aventuras con un contenido científico mínimo, relatos generalmente considerados en la actualidad como de mala calidad y que llevan al historiador Mike Ashley a considerar que Bates estuvo «destruyendo los ideales de la ciencia ficción» con argumentos poco originales. Las revistas de Gernsback eran conocidas por sus bajas tarifas y por sus retrasos en el pago, lo que hizo que las tarifas más altas de Astounding y su prontitud en el pago atrajeran a algunos escritores pulp reconocidos como Murray Leinster o Jack Williamson. Astounding también ofrecía una mejor relación calidad-precio que sus competidoras, ya que con un precio menor ofrecía, al igual que Amazing, más páginas. A mediados de 1930, Gernsback comenzó a consolidar sus revistas, fusionando Air Wonder con Science Wonder Stories. La revista unificada se llamó Wonder Stories, y Science Wonder Quarterly se renombró de manera similar pasando a ser Wonder Stories Quarterly. Al mismo tiempo Scientific Detective Monthly cambió su nombre a Amazing Detective Tales. Puede que eliminar «Ciencia» y «Científico» de los títulos se hiciera para evitar dar la impresión a los lectores de que estas fueran en realidad revistas científicas. El cambio de nombre no ayudó a Amazing Detective Tales y, después del número de octubre, Gernsback vendió la revista a Wallace Bamber, que publicó otros cinco números al año siguiente, aunque ya no incluían ningún contenido de ciencia ficción ni fantasía.
Mientras tanto, Ghost Stories, la revista que había lanzado Macfadden en 1926, estaba sufriendo un declive en sus ventas. Hersey, que había entrado en el negocio como editor independiente en 1930, adquirió la revista de Macfadden y lanzó otra, Miracle Science and Fantasy Stories, al año siguiente con Elliott Dold como editor. Ninguna tuvo éxito; Miracle dejó de publicarse después de solamente dos números cuando Dold cayó enfermo, aunque de todas formas las ventas eran pobres, y Hersey fue incapaz de revivir el éxito de Ghost Stories y fue cancelada a principios de 1932. En 1931 Amazing Stories cambió de manos una vez más; esta vez fue adquirida por Macfadden, cuyos abundantes recursos financieros la permitieron librar a Amazing de los efectos de la Gran Depresión. Sloane continuó como editor. Weird Tales estaba bien asentada, pero en 1931 Clayton le creó una competidora directa con Strange Tales, editada por Bates. Al igual que su competidora, Strange Tales publicó con frecuencia ciencia ficción y fantasía; al igual que con Astounding pagó mejores tarifas que la competencia y como resultado atrajo a algunos buenos escritores, como Jack Williamson, del que  «Wolves of Darkness», sobre una invasión de seres de otra dimensión, es uno de sus relatos más recordados. Strange Tales no duró mucho: a finales de 1932, Clayton pasaba por dificultades financieras, y Astounding pasó a ser bimestral. Strange Tales, que ya era bimestral, también redujo su frecuencia de publicación. La mayor parte de las deudas de Clayton se debían a su imprenta, que Clayton trató de adquirir para evitar la compra de su casa editorial, pero resultó ser una decisión desastrosa, ya que carecía de fondos para completar la transacción y se vio obligado a declararse en bancarrota. La edición de enero de 1933 de ambas revistas estaba destinada a ser la última, pero quedaron suficientes relatos para publicar un número más de Astounding, que apareció en marzo de 1933. Street & Smith adquirió Astounding y Strange Tales de la venta de los activos de Clayton, y relanzó Astounding en octubre de ese año. Strange Tales no volvió a aparecer y Street & Smith incluyó los relatos que quedaban en el inventario de Strange Tales en Astounding.
David Lasser permaneció como editor de Wonder Stories durante los primeros años de la década de 1930,  aunque Wonder Stories Quarterly tuvo que dejar de publicarse por razones presupuestarias a principios de 1933. Lasser mantenía correspondencia con sus autores para ayudar a mejorar tanto su nivel de conocimiento científico como la calidad de su escritura; Isaac Asimov ha descrito Wonder Stories como un «campo de trabajo» donde los jóvenes escritores aprendían su oficio. Lasser estaba dispuesto a publicar material que no se ajustara a las convenciones habituales de las revistas pulp, como The Time Stream de Eric Temple Bell y The Green Man of Graypec de Festus Pragnell. El crítico de ciencia ficción John Clute considera que Lasser hizo de Wonder Stories la mejor revista de ciencia ficción de su época, y los críticos Peter Nicholls y Brian Stableford la consideran la mejor de las incursiones de Gernsback en el género. A pesar de su éxito, Lasser fue despedido a mediados de 1933, tal vez porque estaba muy bien pagado, ya que hay ciertas evidencias de una crisis financiera en los asuntos de Gernsback en ese momento. Lasser también dedicaba tiempo trabajando por los derechos laborales y es posible que Gernsback considerara que estaba descuidando sus deberes editoriales. Gernsback reemplazó a Lasser con un fan de la ciencia ficción de 17 años, Charles Hornig, por menos de un tercio del salario de Lasser.

## De Gernsback a Campbell

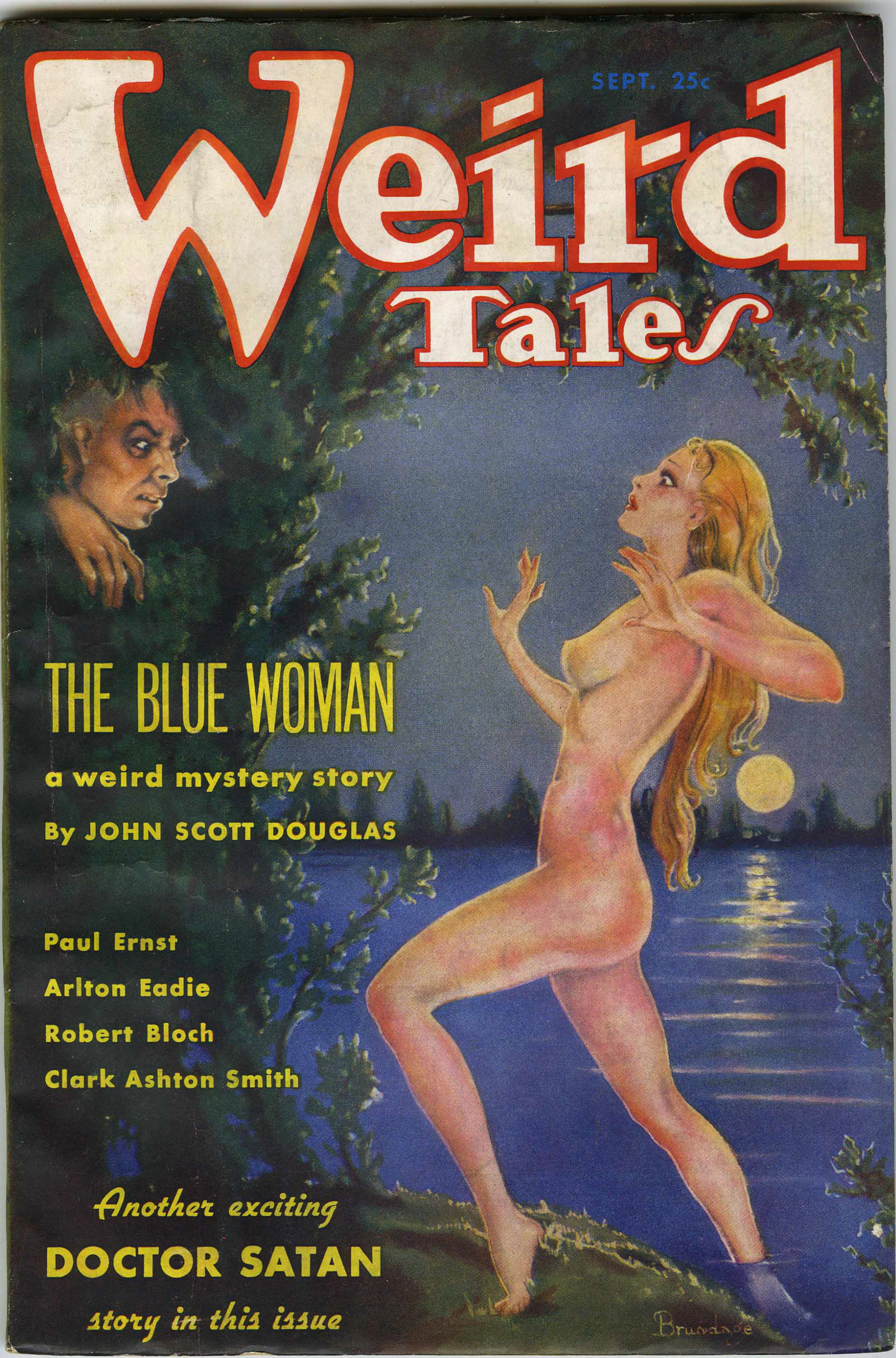
Número de septiembre de 1935 de Weird Tales; portada de Margaret Brundage

Street & Smith era una editorial de revistas pulp bien establecida, con una excelente red de distribución, y la renacida Astounding pronto fue competitiva. Su editor fue F. Orlin Tremaine, con Desmond Hall como asistente; ambos habían llegado a Street & Smith procedentes de la arruinada editorial de Clayton. Tremaine era un editor experimentado en el campo pulp, y Street & Smith le asignaron un presupuesto de un centavo por palabra, que era más de lo que las revistas de la competencia podían pagar a los escritores. En diciembre de 1933 Tremaine publicó una declaración de política editorial, pidiendo historias con lo que él denominó «Thought Variant» (variante de pensamiento) que contuvieran ideas originales, provocadoras, sin restricciones y no que simplemente reprodujeran aventuras en un contexto de ciencia ficción. Los primeros relatos identificados por Tremaine como Thought Variant no siempre fueron particularmente originales, pero pronto se hizo evidente que Tremaine estaba dispuesto a arriesgarse publicando historias que hubieran sido víctimas de tabúes editoriales en otras revistas. A finales de 1934, Astounding era la revista líder de la ciencia ficción; entre los relatos más importantes publicados ese año están «Sidewise in Time», de Murray Leinster, el primer relato de ciencia ficción que utilizó la idea de la ucronía, The Legion of Space (La legión del espacio), de Jack Williamson, o «Twilight», de John W. Campbell bajo el seudónimo Don A. Stuart. En un año la tirada de Astounding se estima que alcanzó los 50 000 ejemplares, aproximadamente el doble que la de la competencia.
Un mes después de que Tremaine anunciara su novedosa política editorial, Hornig lanzó su propia «Nueva Política» en Wonder Stories; como en el caso de la política de variantes de pensamiento, su objetivo era hacer hincapié en la originalidad y vetar historias que simplemente reincidían en ideas gastadas. Las tarifas de Hornig eran más bajas que las de Astounding y a veces sus escritores cobraban muy tarde, o ni siquiera cobraban; a pesar de ello, Hornig logró encontrar un buen material, como «A Martian Odyssey» (Una odisea marciana), de Stanley G. Weinbaum, que apareció en el número de julio de 1934 deWonder y ha sido reimpreso con frecuencia.
Amazing Stories y su revista hermana Amazing Stories Quarterly, editada por T. O'Conor Sloane desde que Gernsback perdió el control de ambas en 1929, publicó poco a principios de los años 1930, aunque Sloane lanzó los primeros relatos de varios escritores que posteriormente llegarían a ser muy conocidos, como John W. Campbell, John Wyndham o Howard Fast. La publicación de Quarterly empezó a ser irregular en 1932 y finalmente cesó su publicación con el número de otoño de 1934. Weird Tales había sobrevivido a una quiebra bancaria en 1930, que congeló la mayor parte del dinero en efectivo de la revista, y continuaba publicando material con buena aceptación, sobre todo de fantasía y terror, aunque seguían incluyendo ciencia ficción. H. P. Lovecraft y Robert E. Howard se convirtieron en colaboradores habituales, y la ilustradora Margaret Brundage monopolizó las portadas durante un tiempo, quizás llegando a ser la artista más conocida que trabajó para la revista; casi todas sus portadas incluían una figura desnuda. el ilustrador Virgil Finlay comenzó a contribuir con trabajos para el interior de la revista a mediados de la década de 1930; tanto Finlay como Brundage eran muy populares entre los lectores.
Gernsback experimentó con algunos títulos de ficción de otros géneros en 1934, pero no tuvo éxito y el declive de Wonder Stories resultó irreversible. Después de un intento fallido de persuadir a sus lectores para que apoyaran un modelo para hacerse con la revista solo mediante suscripción, cedió y vendió la revista a Ned Pines de Standard Magazines en febrero de 1936, quienes la cambiaron el nombre a Thrilling Wonder Stories para encajar con otros títulos de Pines, como Thrilling Detective, y nombraron a Mort Weisinger como editor, bajo la supervisión de Leo Margulies, editor jefe de Standard. El formato no se modificó, pero los relatos y las portadas pasaron a estar mucho más orientados a la acción. El primer número de Standard, con fecha de portada agosto de 1936, contenía relatos de varios escritores conocidos, como Ray Cummings, Eando Binder y Stanley G. Weinbaum, pero en general la ficción no era tan sofisticada como lo que se podía encontrar en Astounding. Se intentó introducir una tira cómica, Zarnak, pero solo duró ocho números.

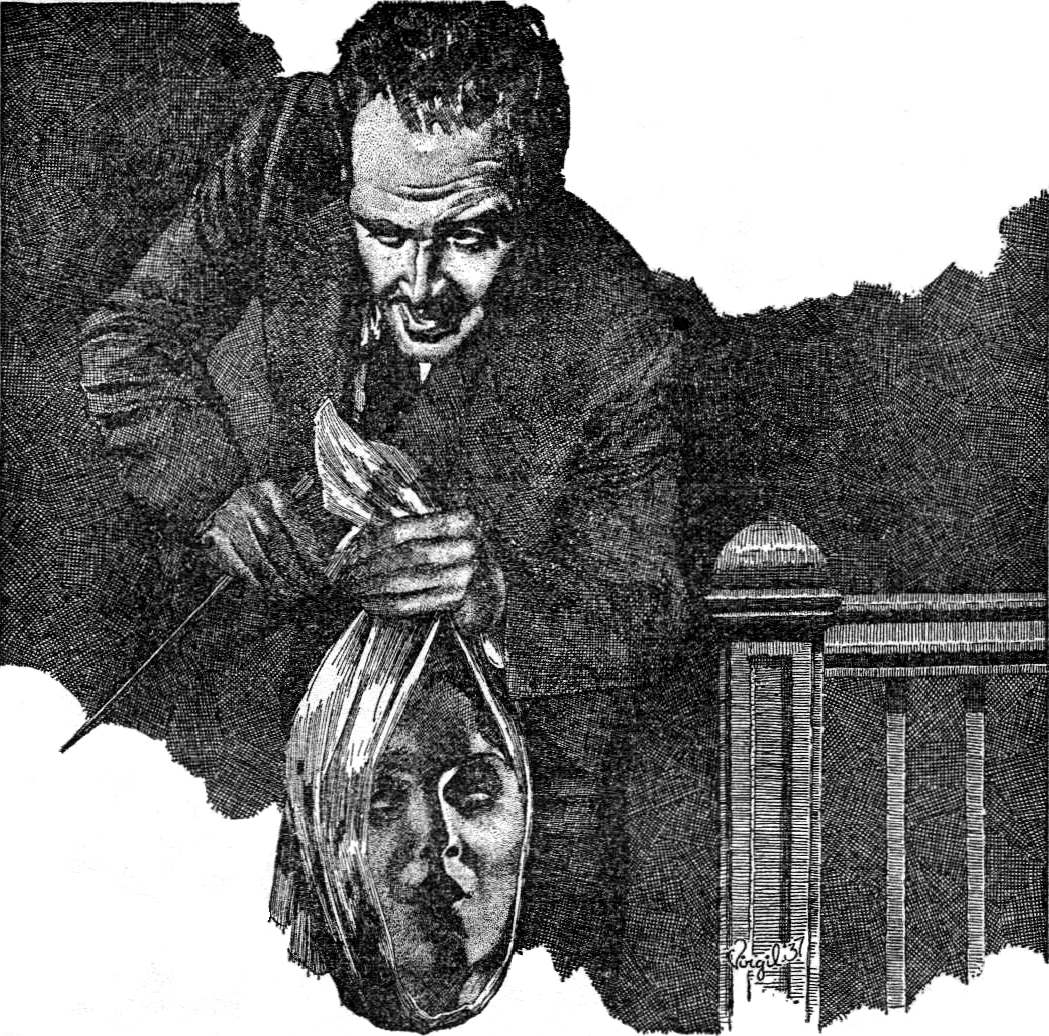
Ilustración interior de Virgil Finlay para «The Homicidal Diary», de Earl Peirce, en el número de octubre de 1937 de Weird Tales.

En 1936 se lanzaron dos nuevas revistas de ciencia ficción y fantasía, pero no duraron más allá del final del año. Hersey, que había probado el mercado en 1931 con Miracle, sacó Flash Gordon Strange Adventure Magazine, en un intento de comercializar revistas pulp para los fanes de los cómics. Everett Bleiler, un estudioso de la ciencia ficción, describe sus historias como «estúpidas» y «de baja calidad». Aunque la revista fue programada para sacar partido del lanzamiento del primer serial cinematográfico de Flash Gordon, fue un completo fracaso y solo apareció un número. The Witch's Tales, una pulp de terror y fantasía ligada a una popular radionovela del mismo nombre, solo tuvo algo más de éxito, con dos números publicados en noviembre y diciembre de 1936; Ashley considera que su ficción tenía una calidad razonable y que quizás el fracaso de la revista pudo haber sido porque Carwood, su editorial, era humilde y relativamente inexperta, y pudo haber tenido una escasa financiación y distribución.
A finales de 1937, Street & Smith ascendió a Tremaine a asistente del director editorial, y su puesto como editor de Astounding pasó a manos de John W. Campbell. Pocos meses después, Street & Smith dejó que Tremaine se fuera, lo que dio a Campbell más control sobre la revista. Campbell cambió inmediatamente el título de Astounding Stories a Astounding Science-Fiction; su política editorial estaba dirigida a los lectores más maduros de la ciencia ficción y consideró que «Astounding Stories» no transmitía la imagen correcta. También pidió a sus artistas de portadas unos trabajos artísticos más sobrios y menos sensacionalistas que los realizados para Tremaine. El cambio más importante estuvo en las expectativas que puso en sus escritores, a los que pidió que escribieran relatos que parecieran haber sido publicados como historias de no ficción en una revista del futuro. Un lector del futuro no necesitaría extensas explicaciones sobre los artefactos de su vida cotidiana, así que Campbell pidió a sus escritores que encontraran maneras de introducir la tecnología de forma natural en sus relatos. También empezó a publicar regularmente artículos sobre hechos y avances científicos, con el objetivo de estimular ideas para las historias.
Mientras tanto la editorial de Bernarr Macfadden, Teck Publications, propietaria de Amazing Stories, pasaba por dificultades financieras y en 1938 la revista fue vendida a Ziff Davis, una editorial con sede en Chicago. Raymond Palmer, el editor, era un fan local. Bajo Sloane, Amazing había carecido de brillo; Palmer quería que fuera divertida y pronto transformó la revista, publicando historias ensoñadoras. No fue capaz de convertir a Amazing en un verdadero rival de Astounding, y Ashley especula que Bernard G. Davis, que dirigía las redacciones de Ziff Davis, pudo haber dado instrucciones a Palmer para centrarse más en el entretenimiento que en la ciencia ficción seria.
Durante los años 1930, las pulps de héroes estaban entre los títulos más populares en los quioscos; se trataba de revistas centradas en las aventuras de un único personaje, como Doc Savage o La Sombra (The Shadow), que tenían a menudo argumentos ciencia ficción, pero que no eran realmente revistas de ciencia ficción y fantasía. Un ejemplo que era claramente del género fantástico era Doctor Death, que protagonizaba un genio malvado que tenía poderes sobrenaturales. Apareció en febrero de 1935 y duró solo tres números.

## El inicio del auge

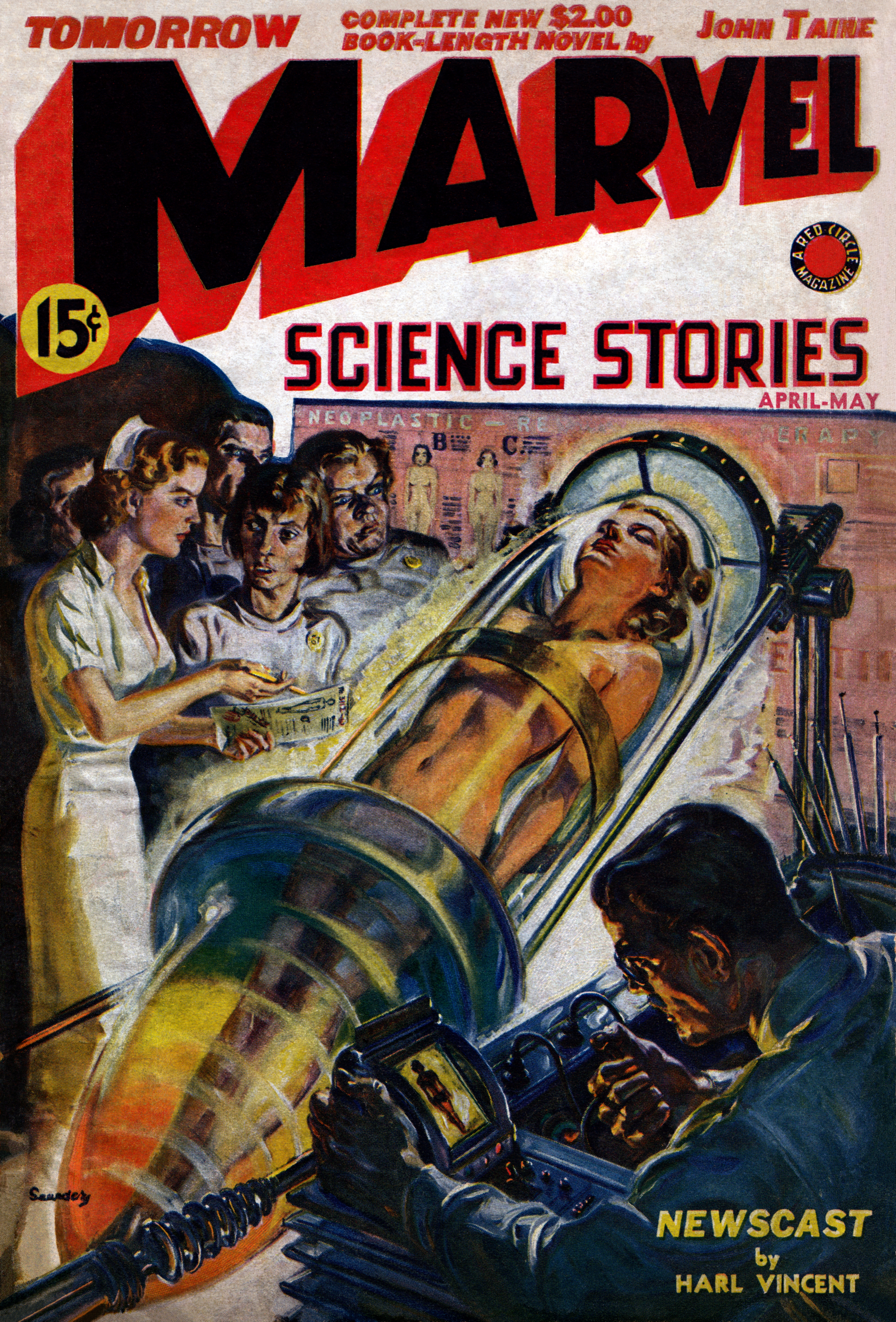
Número de abril-mayo de 1939 de Marvel Science Stories; portada de Norman Saunders.

Cuando Campbell se hizo cargo de Astounding se inició un boom de la publicación de revistas de ciencia ficción, comenzando con la aparición de Marvel Science Stories en 1938, un intento de los editores Abraham y Martin Goodman de ampliar su lista de títulos con ciencia ficción y fantasía. Eran conocidos por revistas de Weird menace (amenazas extrañas), un subgénero de terror que incorporaba sexo y sadismo en relatos que ponían a las mujeres en peligro, generalmente debido a una amenaza que parecía sobrenatural pero que finalmente acababa resultando obra de un villano humano. Para Marvel Science Stories los Goodman pidieron a sus autores que incluyeran más sexo en sus relatos de lo que era habitual en el campo de la ciencia ficción; la reacción de los lectores fue muy negativa con estas historias picantes, aunque los Goodman mantuvieron la revista hasta principios de 1941 y la revivieron en 1950 para algunos números más cuando comenzó otro auge de las revistas de ciencia ficción. Una revista hermana, Dynamic Science Stories, apareció en febrero de 1939, pero solo duró dos números.
Otras revistas que debutaron en 1939 fueron de mayor importancia para los géneros de ciencia ficción y fantasía. Las primeras en aparecer, de Standard Magazines, fueron Startling Stories y Strange Stories, lanzadas en enero y febrero, respectivamente, como compañeras de Thrilling Wonder Stories; Mort Weisinger fue el editor de las tres. Startling incluyó una novela principal y una sección con una reimpresión del «salón de la fama» en cada número, esto último gracias a que Standard Magazines disponía del catálogo de Wonder Stories. En aquel momento ninguna otra pulp de ciencia ficción estaba incluyendo novelas; a los lectores le gustó y Startling se convirtió rápidamente en una de las revistas de ciencia ficción más populares. Strange Stories nació como una competidora directa de Weird Tales, y el primer número incluyó a muchos de los autores más populares de Weird, como Robert Bloch, August Derleth, Henry Kuttner y Manly Wade Wellman. Bloch, Derleth y Kuttner fueron colaboradores habituales durante la vida de la revista, aunque Ashley la considera una mala imitación de Weird Tales y pocos de sus relatos se han incluido en antologías desde entonces. A finales de 1938, B. Cornelius, el dueño de Weird Tales, vendió su derechos en la revista a William J. Delaney, editor de Short Stories, una revista de ficción general. Las oficinas de Delaney estaban en Nueva York y el editor de Weird Tales, Farnsworth Wright, se mudó allí desde Chicago. Delaney realizó varios cambios en el número de páginas y en la frecuencia de publicación para tratar de aumentar la tirada, pero no tuvo éxito. Mientras tanto, se lanzaba otro competidor de Weird Tales, esta vez por parte de Street & Smith. La nueva revista, Unknown, era compañera de Astounding y también tenía a John W. Campbell como editor. La política editorial declarada por Campbell para esta revista era «ofrecer fantasía de una calidad tan diferente de la que había aparecido en el pasado como para cambiar el concepto que se tenía del término»; Según Ashley, el objetivo era llevar «el fundamento de la ciencia ficción a fantasía». El primer número de Unknown tenía como fecha de portada marzo de 1939, y L. Ron Hubbard y L. Sprague de Camp pronto se hicieron colaboradores habituales.

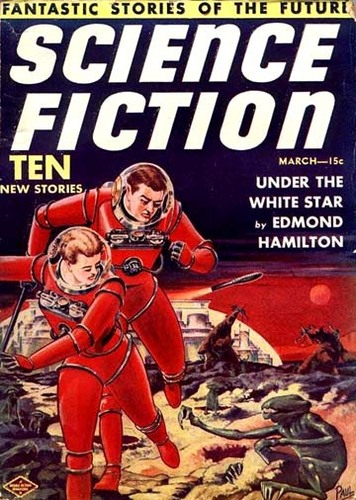
Número de marzo de 1939 de Science Fiction; portada de Frank R. Paul.

También en marzo de 1939, una nueva editorial entró en el campo, Louis Silberkleit, que había trabajado en su día para Gernsback y era el dueño de Blue Ribbon Magazines; lanzó la revista Science Fiction, seguida por Future Fiction en noviembre de ese mismo año. Ambas tuvieron como editor a Charles Hornig, quien había editado Wonder Stories para Gernsback. Silberkleit le dio a Hornig un presupuesto muy limitado, por lo que rara vez publicó obras de escritores reconocidos a menos que ya hubieran sido rechazados por los mercados mejor pagados. El resultado fue una ficción mediocre. Silberkleit también tardaba en pagar, lo cual significó un desaliento adicional cuando los autores decidían dónde enviar su trabajo. En mayo, Ziff Davis, la editorial de Amazing Stories, se incorporó a la competencia en el campo con Fantastic Adventures, también editada por Raymond Palmer. Al igual que con Amazing, Palmer se centró en el entretenimiento, en lugar de tratar de abrir nuevos caminos. Fantastic Adventures no se posicionó como rival de Weird Tales o Unknown, sino que se centró en otras aventuras poco realistas del estilo de Edgar Rice Burroughs y pronto desarrolló una reputación de fantasía extravagante.
Munsey Company, la editorial que inició el fenómeno pulp, por aquel entonces todavía no tenía ninguna revista dedicada a la ciencia ficción o la fantasía, pero con frecuencia publicaba relatos en Argosy y All-Story que estaban claramente dentro del género. A finales de 1939, Munsey lanzó Famous Fantastic Mysteries como un medio para reeditar estas viejas historias. La editora, Mary Gnaedinger, escogió «The Moon Pool» de Merritt y «The Girl in the Golden Atom» de Ray Cummings para el primer número, con fecha de portada septiembre/octubre, títulos que probablemente atraerían lectores. Gnaedinger contrató a Virgil Finlay para que se encargara de las ilustraciones de interior del segundo número y la revista pronto tuvo el éxito suficiente para pasar de una periodicidad bimestral a mensual.
La novena y última revista de ciencia ficción o fantasía que apareció con una fecha de portada de 1939 fue Planet Stories, con su primer número en diciembre. La editorial fue Fiction House, que había publicado pulp con éxito en la década de 1920, pero que a causa de la Gran Depresión había cerrado temporalmente sus puertas. Después de ru resurgir en 1934 Fiction House se especializó en revistas de detectives y romance y Planet fue publicada por su filial Love Romances, Inc. El editor, Malcolm Reiss, se dirigió a lectores más jóvenes y se centró solamente en la ficción interplanetaria, aunque inicialmente las historias eran tan flojas que Ashley especula si Reiss quizás se vio forzado a lanzar la revista sin tiempo suficiente para adquirir material que valiera la pena.

## La Edad de oro

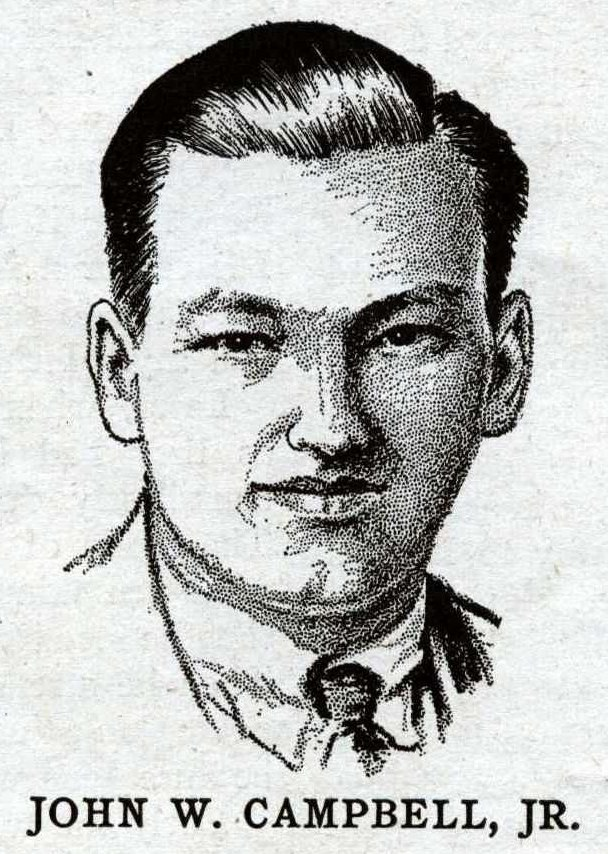
Retrato de John W. Campbell (c. 1932).

Cuando Campbell asumió el puesto de editor de Astounding, comenzó a atraer a algunos de los principales escritores del género, como Clifford D. Simak, L. Ron Hubbard o Jack Williamson. El lanzamiento de Unknown reforzó el dominio de Campbell en el campo y autores como Henry Kuttner, C. L. Moore o L. Sprague de Camp publicaron en ambas revistas. Además de mantener relaciones de trabajo con estos y otros escritores ya establecidos, Campbell descubrió y promocionó muchos talentos nuevos. En 1938 compró el primer relato de Lester del Rey, «The Faithful», y al año siguiente publicó las primeras historias de A. E. van Vogt, Robert A. Heinlein o Theodore Sturgeon, además de uno de los primeros relatos de Isaac Asimov. Todos estos escritores colaboraron a menudo con Astounding en los años posteriores y el período que comienza con la dirección de Campbell se conoce a menudo como la Edad de Oro de la ciencia ficción.
Heinlein pronto se convirtió en uno de los colaboradores más prolíficos de Astounding, publicando casi dos docenas de relatos cortos en los siguientes dos años, junto con tres novelas: If This Goes On-, Sixth Column y Methuselah's Children (publicado en español como Los hijos de Matusalén o Las 100 vidas de Lazarus Long). En septiembre de 1940 se inició la publicación por entregas de la primera novela de van Vogt, Slan; esta novela fue inspirada en parte por un desafío de Campbell a van Vogt de que era imposible contar una historia de un superhombre desde el punto de vista del superhombre, y resultó ser una de las historias más populares publicadas por Campbell y un ejemplo de su forma de trabajar con sus escritores para alimentar sus ideas y generar el material que quería comprar. La famosa serie de los robots de Asimov comenzó a tomar forma en 1941 con «Reason» (Razón) y «Liar!» (¡Embustero!), que aparecieron en los números de abril y mayo; como pasó con Slan, estas historias fueron inspiradas en parte por las conversaciones entre el autor y Campbell. El número de septiembre de 1941 incluía «Nightfall» de Asimov, una de las narraciones estadounidenses de ciencia ficción más elogiadas jamás escritas, y en noviembre se inició la publicación por entregas de Second Stage Lensmen, la segunda novela de la serie Lensman de E. E. Smith. El año siguiente apareció la primera entrega de las historias de la serie de la Fundación de Asimov; «Foundation» apareció en mayo y «Bridle and Saddle» en junio. «Recruiting Station» de van Vogt, en el número de marzo, fue la primera historia en su serie Weapon Shop, descrita por John Clute como la más convincente de toda la obra de van Vogt.
Muchas de las historias de la Edad de oro han demostrado una popularidad duradera, pero según Peter Nicholls y Mike Ashley «las desorbitadas ideas de la Edad de Oro de la ciencia ficción estaban demasiado revestidas a menudo de un vocabulario pulp empobrecido dirigido al mínimo común denominador de un mercado de masas», aunque Nicholls y Ashley reconocen que, a pesar de la desigual calidad literaria de las obras, la época sí conllevó algo extraordinario: «la imaginación salvaje y ansiosa de un puñado de escritores de género —que eran en su mayoría muy jóvenes y conceptualmente muy enérgicos— establecieron bases de temática de la ciencia ficción que enriquecen mucho el género», y consideran que la Edad de oro generó «un salto significativo en la calidad, tal vez el más grande de la historia del género».

## El auge continúa

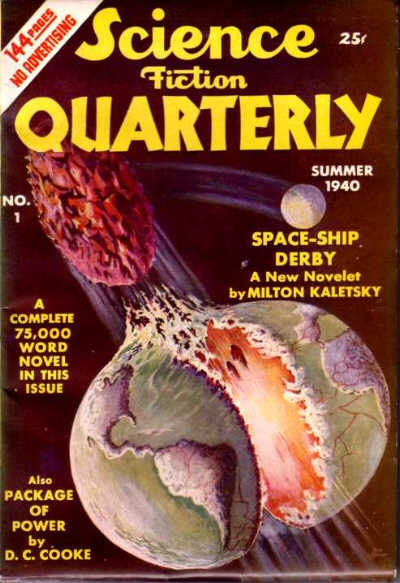
Primer número de Science Fiction Quarterly, del verano de 1940; portada de Jack Binder.

El boom en la publicación de revistas de ciencia ficción continuó en 1940, con Standard Magazines añadiendo otro título a la cartera de Mort Weisinger, Captain Future, una pulp de héroe con argumentos sencillos de space opera donde el capitán Futuro y sus amigos libraban de un villano el sistema solar o todo el universo. Casi todos sus relatos importantes fueron escritos por Edmond Hamilton, aparecía trimestralmente, la primera edición con fecha de portada invierno de 1940. Las publicaciones de ciencia ficción de Standard se dirigían de forma manifiesta a los lectores jóvenes, con personajes paternalistas como «Sergeant Saturn» (Sargento Saturno), que respondía a las cartas de los lectores en las tres revistas.
A Captain Future le siguió Astonishing Stories y Super Science Stories, dos nuevos títulos de Popular Publications, una editorial de revistas pulp bien establecida. Ambas revistas eran bimestrales; el primer número de Astonishing fue el de febrero de 1940 y el de Super Science Stories apareció al mes siguiente, ambas con Frederik Pohl, de 19 años de edad, como editor, quien había acudido a las oficinas de Popular en busca de trabajo editorial al tiempo que estaban considerando iniciar una nueva revista, y acabó como editor de las dos revistas. Pohl tenía un presupuesto muy limitado, pero sus contactos con otros escritores de ciencia ficción en ciernes como Cyril M. Kornbluth y James Blish le permitió encontrar material sorprendentemente bueno. Popular pagaba con prontitud, algo que no se podía decir de algunas de las otras editoriales, lo que, a pesar de las bajas tarifas de Pohl, supuso que empezara a recibir trabajos que habían sido rechazados por Campbell en Astounding, pero no se habían enviado a ninguna otra revista, lo que le permitió publicar trabajos de algunos de los colaboradores habituales de Astounding, como «Genus Homo», una colaboración entre L. Sprague de Camp y P. Schuyler Miller, o «Lost Legion» de Robert A. Heinlein.
A mediados de 1940, Louis Silberkleit, que ya tenía dos títulos en el mercado (Science Fiction y Future Fiction, ambos editados por Charles Hornig), añadió un tercero, Science Fiction Quarterly, con la intención de incluir una novela completa en cada número. Silberkleit consiguió los derechos de reimpresión de algunas de las principales novelas de la Science Wonder Quarterly de Gernsback que habían aparecido una década antes. La nueva revista fue agregada a las responsabilidades de Hornig, pero a finales de ese año Hornig se había trasladado a California y las tres revistas pasaron a tener a Robert W. Lowndes como editor. A mediados de 1940 Munsey lanzó Fantastic Novels, una compañera de Famous Fantastic Mysteries; al igual que Science Fiction Quarterly su objetivo era publicar una novela por título, aunque en este caso las obras eran reimpresiones del propio catálogo de Munsey.

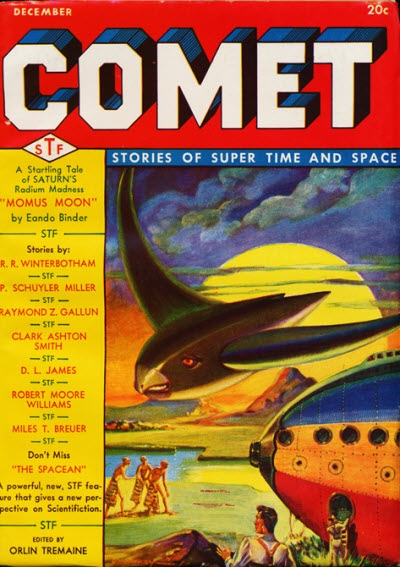
Primer número de Comet, de diciembre de 1940; portada de Leo Morey.

En diciembre de 1940 apareció el primer número de Comet, que supuso el regreso al campo de F. Orlin Tremaine, muy influyente a mediados de 1930 cuando era editor de Astounding. La editorial, H-K Publications, era propiedad de Harold Hersey, quien anteriormente había lanzado varias revistas fallidas —The Thrill Book, Ghost Stories, Miracle Science and Fantasy Stories y Flash Gordon Strange Adventures—. Tremaine disponía de un presupuesto relativamente alto en comparación con muchas de las nuevas revistas, aunque esto pudo suponer que Comet estuviera bajo mayor presión financiera, y sólo sobrevivió cinco números, dejando de publicarse tras el número de julio de 1941.
A principios de 1941 aparecieron dos revistas más, Stirring Science Stories y Cosmic Stories, publicadas en meses alternos, comenzando en febrero. Fueron publicadas por un padre y un hijo que operaban bajo el nombre de Albing Publications; apenas disponían de capital, pero convencieron a Donald A. Wollheim para que fuera editor la revista sin percibir salario, y sin presupuesto para la ficción. El plan era comenzar a pagar a los escritores una vez que la revista fuera rentable. Al igual que Pohl, Wollheim conocía a varios escritores en ciernes que estaban dispuestos a donar historias, y consiguió hacerse con unos buenos relatos, como «Thirteen O'Clock» y «The City in the Sofa», de Kornbluth, que Ashley describe como «divertidas fantasías irónicas». Solo aparecieron seis números en 1941 antes de que Albing fracasara financieramente, aunque Wollheim fue capaz de encontrar otra editorial para un número más de Stirring en marzo de 1942.
La última revista aparecida durante 1941 fue Uncanny Stories, publicada por los hermanos Goodman. Marvel Science Stories dejó de publicarse en 1941 y Uncanny nació probablemente para usar algunas historias restantes en su inventario. Tenía como fecha de portada el mismo mes que el último número de Marvel, abril de 1941, y gran parte de su contenido no valía la pena; Ashley comenta que su principal relato, «Coming of the Giant Germs», de Ray Cummings, fue «una de sus obras más desastrosas».

## Los años de la guerra

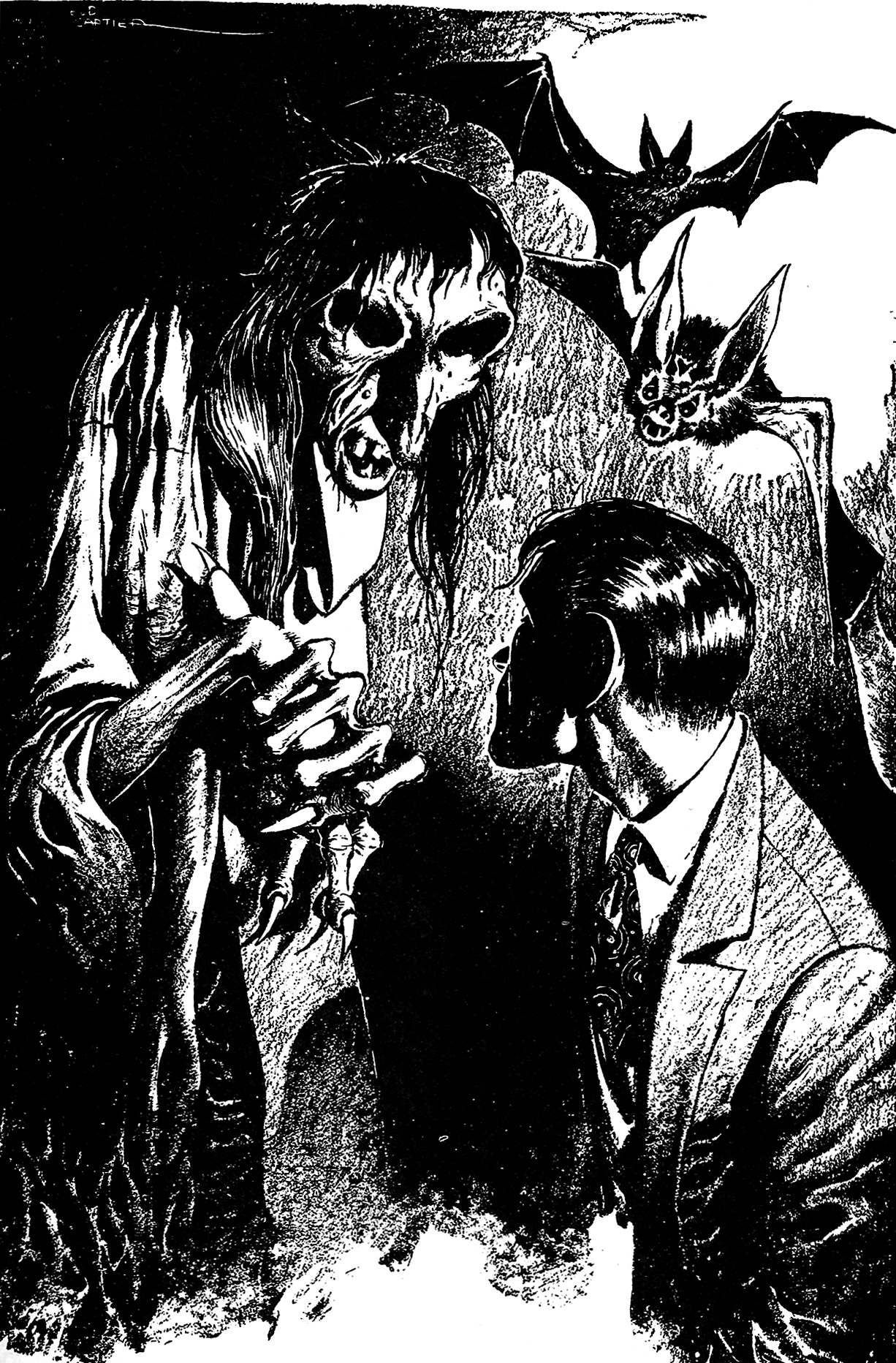
Ilustración interior de Edd Cartier para Fear, de L. Ron Hubbard, en el número de mayo de 1940 de Unknown.

A principios de 1940 Farnsworth Wright fue reemplazado como editor de Weird Tales por Dorothy McIlwraith, quien también fue editora de Short Stories. McIlwraith no tenía ninguna experiencia en particular en el campo del terror y, aunque era una editora competente, la época de Wright se considera generalmente como el apogeo de Weird Tales. Con la marcha de Wright, Unknown rápidamente se convirtió en la revista líder en su pequeño campo. Unknown se hizo con un grupo de colaboradores habituales, muchos de los cuales también estaban apareciendo en Astounding, y todos estaban conformes con el rigor que Campbell exigía incluso de una trama de fantasía. Entre los colaboradores habituales estaban L. Ronald Hubbard, Theodore Sturgeon y L. Sprague de Camp, quienes, en colaboración con Fletcher Pratt, contribuyeron con tres historias sobre un mundo en el que la magia operaba mediante reglas lógicas. Los relatos fueron recopilados posteriormente como parte de la serie Incompleat Enchanter de Pratt y de Camp; John Clute ha comentado que el título de uno de ellos, «The Mathematics of Magic» (Las matemáticas de la magia), «expresaba perfectamente los términos bajo los cuales la magia encontró mención fácil en Unknown». Otras historias que hoy en día se consideran clásicas incluyen «They», de Heinlein, «Smoke Ghost» de Fritz Leiber, junto con varios de sus relatos de la serie Fafhrd and the Gray Mouser, y «Trouble With Water» de Horace L. Gold. La influencia de Unknown fue duradera; según Ashley, la revista creó el género moderno de la fantasía, y el estudioso de la ciencia ficción Thomas Clareson sugiere que al eliminar la separación entre la ciencia ficción y fantasía, permitió que se escribieran grandes historias como la serie City de Simak. Clareson también considera que Galaxy Science Fiction y The Magazine of Fantasy & Science Fiction, dos de las revistas de ciencia ficción y fantasía más importantes y de mayor éxito, fueron descendientes directas de Unknown.
En 1941 Weisinger dejó Standard Magazines para trabajar en los primeras revistas de Superman de DC Comics, y Oscar J. Friend asumió el cargo de editor de Startling, Thrilling Wonder y Captain Future; Strange Stories, que había sido idea de Weisinger, desapareció con la edición de enero. Friend continuó con el enfoque juvenil de las tres revistas de ciencia ficción, y las portadas, a menudo obra de Earle K. Bergey, reforzaron esta política editorial y frecuentemente incluían a mujeres con trajes espaciales tan reveladores como poco convincentes o llevaban los sugestivos sujetadores metálicos «brass bra» característicos de Bergey. Captain Future dejó de publicarse a principios de 1944, y más tarde ese mismo año Friend fue reemplazado como editor por Sam Merwin tanto en Startling como en Thrilling. Los primeros números de Planet Stories contenían poca ficción notable, pero mejoraron a lo largo de los años de guerra. Leigh Brackett contribuyó con regularidad con romances interplanetarios, unos relatos de acción y aventura en el espacio y en planetas alienígenas, y su trabajo tuvo una fuerte influencia en otros escritores, como Marion Zimmer Bradley. Entre otros escritores conocidos que publicaron en Planet están Clifford D. Simak, James Blish, Fredric Brown o Isaac Asimov.
En Ziff-Davis, Palmer permaneció como editor de Fantastic Adventures y Amazing Stories durante la Segunda Guerra Mundial. Gran parte del material de ambas revistas provenía de un grupo de escritores residentes en Chicago que publicaron con sus propios nombres y varios seudónimos seudónimos y nombres colectivos; entre los más prolíficos estaban William P. McGivern, David Wright O'Brien, Don Wilcox y Chester S. Geier. La ficción rara vez era digna de mención; Ashley describe la época de guerra de Fantastic Adventures como «más concentrada en la cantidad que en la calidad, en el sensacionalismo impetuoso que en la sutileza», aunque también comenta que era la revista de ciencia ficción o fantasía más atractiva en los quioscos de la época, con portadas de J. Allen St. John, Harold McCauley y Robert Gibson Smith. Del mismo modo, la ficción en Amazing fue de calidad irregular, aunque ocasionalmente Palmer obtuvo buen material, con relatos de Ray Bradbury, Eric Frank Russell o John Wyndham.
Pocas de las nuevas revistas lanzadas durante la época de auge duraron hasta el final de la guerra, que había conllevado una gran escasez de papel y obligó a tomar decisiones difíciles a los editores, aunque no todas las cancelaciones de revistas se debieron a la guerra, pues algunas se debieron a las vicisitudes habituales de la publicación de revistas. En 1941, Silberkleit canceló Science Fiction después de 12 números debido a sus escasas ventas, fusionándola con Future Fiction. Dos años después, Silberkleit también dejó de publicar Future y Science Fiction Quarterly cuando decidió utilizar el limitado papel que podría adquirir para sus revistas de wésterns y de detectives en su lugar, aunque tanto Science Fiction como Future reaparecieron después en los años 1950. Fantastic Novels se fusionó con su revista hermana, Famous Fantastic Mysteries, en 1941, probablemente debido a las dificultades provocadas por la guerra, después de sólo cinco números. En 1942 Munsey vendió Famous Fantastic Mysteries a Popular, que ya publicaban Astonishing Stories y Super Science Stories. Mary Gnaedinger continuó como editora, pero la política editorial cambió para excluir las reimpresiones de relatos que habían aparecido en forma de revista, aunque reimprimieron algunas novelas completas, como El hombre que fue jueves de G. K. Chesterton y La isla del doctor Moreau de H. G. Wells. En esta contingencia, Famous Fantastic Mysteries fue la única revista de ciencia ficción y fantasía de Popular Publications que sobrevivió a la guerra; Astonishing y Super Science Stories dejaron de publicarse en 1943 cuando Frederik Pohl, el editor de ambas, se alistó en el ejército, y la editorial tuvo dificultades para obtener suficiente papel y decidió dejar de publicar las dos revistas. Ese mismo año, la escasez de papel obligó a John Campbell a elegir entre Astounding y Unknown, que ya se estaban publicando con periodicidad bimestral; optó por mantener Astounding con periodicidad mensual, y Unknown dejó de publicarse con el número de octubre de 1943. Astounding cambió al formato digest al mes siguiente, un importante indicador de la dirección que tomaría el campo, aunque fue más de una década antes de que lo hiciera el resto de revistas.

## La posguerra

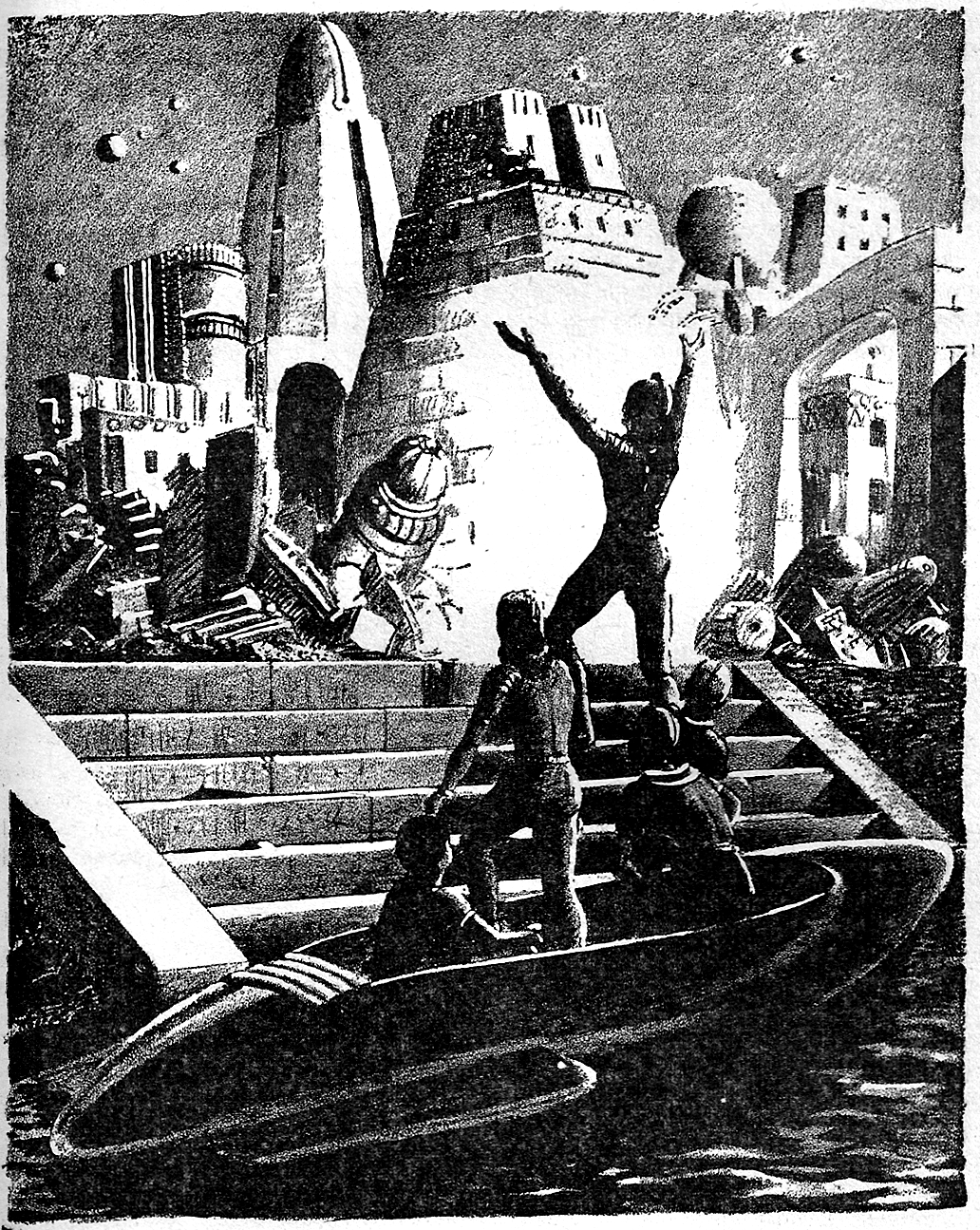
Ilustración interior de Alexander Leydenfrost para «The Million Year Picnic», de Ray Bradbury, en el número de verano de 1946 de Planet Stories.

Asimov dijo que «El lanzamiento de la bomba atómica en 1945 hizo que la ciencia ficción fuera respetable» para el público en general, pero solo ocho revistas estadounidenses de ciencia ficción o fantasía sobrevivieron a la Segunda Guerra Mundial: Astounding Science Fiction, publicada por Street & Smith; Weird Tales, de Delaney's Short Stories, Inc.; Startling Stories y Thrilling Wonder Stories de Standard Magazines; Amazing Stories y Fantastic Adventures, de Ziff-Davis; Famous Fantastic Mysteries, de Popular Publications; y Planet Stories, publicada por Love Romances, Inc. Todas se habían visto forzadas a una periodicidad trimestral por la guerra, a excepción de Weird Tales y Astounding que eran bimestrales, esta última manteniéndose todavía como líder en el campo de las revistas de ciencia ficción. Las principales revistas comenzaron a publicar ciencia ficción después de la guerra. Heinlein sorprendió a los aficionados y compañeros escritores cuando, como recordó Asimov en 1969, «un relato íntegro de ciencia ficción suyo» (haciendo referencia a «The Green Hills of Earth») apareció en The Saturday Evening Post. Las pequeñas revistas de ciencia ficción a menudo perdían a autores experimentados en favor de publicaciones de gran difusión como Playboy, por lo que no se beneficiaban, según Asimov, «de la recién ganada respetabilidad del género».
Campbell seguía encontrando nuevos escritores: William Tenn, H. Beam Piper, Arthur C. Clarke y John Christopher hicieron sus primeras ventas a Astounding a finales de la década de 1940, y publicó muchas historias actualmente consideradas como clásicas, como «Vintage Season», de C. L. Moore, «With Folded Hands...», de Jack Williamson, Children of the Lens, de E. E. Smith y The Players of Null-A (Los jugadores de No-A) de A. E. van Vogt. Sin embargo el ritmo de inventiva que había marcado los años de la guerra para Astounding ahora estaba disminuyendo y, en palabras de Ashley la revista ahora estaba «durmiéndose en los laureles». En 1950 Campbell publicó un artículo de L. Ron Hubbard sobre la dianética, una teoría psicológica que posteriormente evolucionaría hacia un sistema de creencias denominado cienciología. La dianética fue denunciada como pseudociencia por la profesión médica pero que, para consternación de muchos de los lectores de Astounding, Campbell no desautorizó hasta 1951.
Sam Merwin, quien había tomado el relevo de Oscar Friend en Standard Magazines hacia el final de la guerra, abandonó el enfoque juvenil que había caracterizado tanto a Startling como a Thrilling; pidió a Bergey que hiciera sus portadas más realistas y comenzó a publicar más ciencia ficción dura, como los trabajos de Murray Leinster, George O. Smith o Hubbard. Compró el primer relato publicado por de Jack Vance, «The World Thinker», que apareció en 1945, y publicó una gran cantidad de material de Ray Bradbury, incluidos varios relatos de sus Crónicas marcianas. Algunos de los autores de más renombre del grupo de escritores Campbell en Astounding le vendieron a Merwin, incluidos van Vogt, Heinlein y Sturgeon, cuyo «The Sky Was Full of Ships» apareció en 1947 y fue muy elogiado por los lectores. Entre otras historias notables se incluyen What Mad Universe (Universo de locos), de Fredric Brown, que apareció en 1948 y Valley of the Flame de Kuttner, una de las novelas de ciencia ficción fantástica que publicó en Startling. Escritores como John D. MacDonald, Margaret St. Clair, William Tenn, Arthur C. Clarke, James Blish y Damon Knight también le vendieron a Merwin, lo que supuso una significativa mejora en la calidad de ambas revistas, y lleve a Ashley a considerar que a finales de la década de 1940 Thrilling Wonder fue un serio rival de Astounding en el liderazgo del campo.
Planet Stories también experimentó una gran mejora a finales de la década. Varios escritores conocidos, entre ellos Blish, Brown y Knight, publicaron un buen material en Planet, pero la mejora general se debió en gran medida a las contribuciones de Bradbury y Leigh Brackett, quienes situaron muchos de sus relatos en una versión de Marte que debía mucho a la Serie marciana de Edgar Rice Burroughs. Brackett, uno de los colaboradores más prolíficos de Planet, desarrolló su estilo a lo largo de la década de 1940 y finalmente se convirtió en el principal exponente de los romances planetarios. Su serie de historias sobre Eric John Stark, considerado por Ashley como su mejor trabajo, comenzó en Planet con «Queen of the Martian Catacombs» en el verano de 1949. El trabajo de Bradbury para Planet incluyó dos de sus relatos de las Crónicas marcianas, además de una colaboración con Brackett, «Lorelei of the Red Mist», que apareció en 1946. Tim DeForest, un historiador de las revistas pulp, considera que la obra de Bradbury es la «contribución más importante de Planet al género». Las portadas eran generalmente sencillas escenas de acción, con una damisela indefensa amenazada por un monstruo con ojos de insecto, pero según Clute «el contenido era mucho más sofisticado que las portadas».

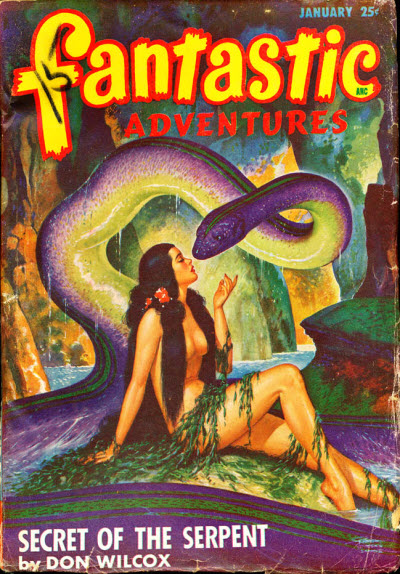
Número de enero de 1948 de Fantastic Adventures; portada de Robert Gibson Jones.

Weird Tales había perdido gran parte de su originalidad con la salida de Farnsworth Wright, pero, según Ashley, Dorothy McIlwraith hizo la revista más consistente: «aunque los números editados por McIlwraith rara vez alcanzan los puntos culminantes de Wright, tampoco alcanzaron los mínimos». McIlwraith siguió publicando algunos de los autores más populares de Weird Tales, como Fredric Brown y Fritz Leiber, pero eliminó la ficción de espada y brujería, que Robert E. Howard había popularizado bajo Wright con sus historias de Conan el Bárbaro, Solomon Kane y Bran Mak Morn. August Derleth, que había colaborado con Lovecraft hasta la muerte de este último en 1937, continuó enviando manuscritos de Lovecraft a McIlwraith durante los años 1940, y al final de la década decidió crear una revista para Arkham House, una empresa editorial que había comenzado en 1939 y que reimprimió en gran parte del contenido de Weird Tales; se llamó The Arkham Sampler y Derleth pretendía que fuera una revista más literaria que las existentes por entonces en el campo de las pulp de ciencia ficción y fantasía y publicó material nuevo y reimpresiones. Algunos de los relatos publicados fueron de buena calidad, incluidas obras de Robert Bloch y Lord Dunsany, pero cerró después de ocho números trimestrales por razones financieras.
En Ziff-Davis, Fantastic Adventures continuó como lo hizo durante la guerra, con relatos ocasionalmente notables como «Largo», de Theodore Sturgeon, o «I'll Dream of You», de Charles F. Myers. Tanto Fantastic Adventures como su revista hermana Amazing Stories pudieron volver a su publicación mensual a finales de 1947 gracias al «Shaver Mystery», una serie de relatos de Richard Shaver. En el número de marzo de 1945 de Amazing, Palmer publicó un relato de Shaver titulado «I Remember Lemuria»; la historia, que aseguraba que hay una raza de humanoides mutantes subterráneos con alta tecnología, que se dedica a cometer atrocidades contra la humanidad, fue presentada por Palmer como una mezcla de verdad y ficción y el resultado fue un espectacular incremento de la tirada de Amazing. Palmer publicó un nuevo relato de Shaver en cada número, culminando con uno especial en junio de 1947 dedicado íntegramente al Shaver Mystery. Amazing pronto quedó en ridículo a causa de estas historias y William Ziff ordenó a Palmer limitar la cantidad de material de Shaver en la revista; Palmer obedeció, pero su interés (y posiblemente creencia) en este tipo de material era por entonces significativo, y pronto comenzó a planearse  abandonar Ziff-Davis. En 1947 constituyó Clark Publications, lanzando Fate al año siguiente, y en 1949 presentó su renuncia a Ziff-Davis para editar esta y otras revistas.
En marzo de 1948 reapareció Fantastic Novels; había sido publicada por Munsey como compañera de Famous Fantastic Mysteries dedicada a las reimpresiones, ahora propiedad de Popular, y continuó con el mismo papel en su nueva etapa. Gnaedinger, el editor, era un admirador del trabajo de Abraham Merritt, y los tres primeros números de la nueva versión incluían historias de este escritor. Reimpresiones de viejos clásicos como The Flying Legion, de George Allan England, y The Second Deluge, de Garrett P. Serviss, constituyeron la mayoría de los contenidos de Fantastic Novels, junto con un material más reciente como Earth's Last Citadel, de Kuttner y Moore, que sólo habían aparecido anteriormente por entregas en Argosy en 1943.

## Inicio de la eradigest

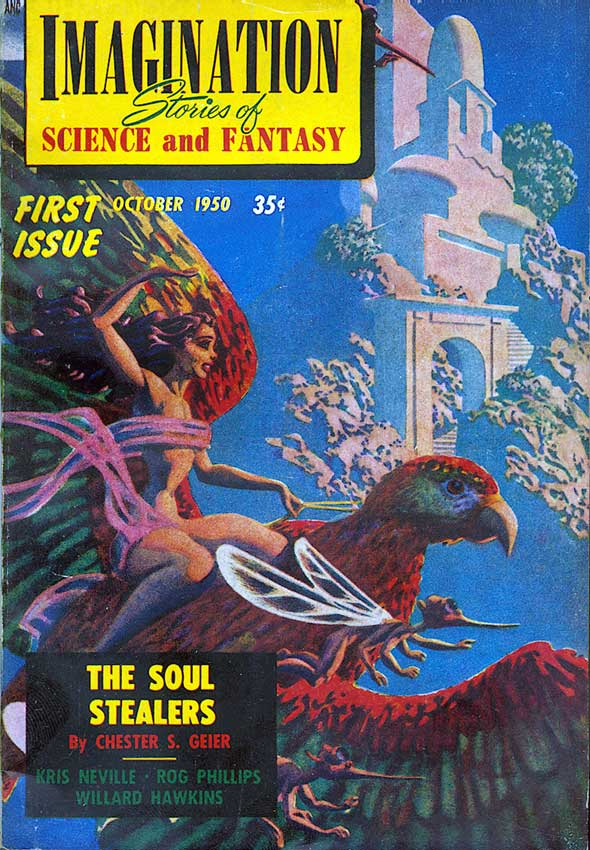
Primer número de Imagination, de octubre de 1950; portada de Hannes Bok.

Street & Smith, una de las editoriales de revistas más antiguas y respetadas, dejó de publicar todas sus pulp en el verano de 1949. Las revistas pulp estaban muriendo, en gran medida por el éxito de los libros de bolsillo en rústica, y Street & Smith decidió concentrarse en sus revistas slick. La única superviviente pulp de Street & Smith fue Astounding Science Fiction, que había cambiado a un formato digest en 1943. A finales de 1955 Fantastic Adventures, Famous Fantastic Mysteries, Thrilling Wonder, Startling Stories, Planet Stories, Weird Tales y Fantastic Story Quarterly habían dejado de publicarse. A pesar de la decadencia de las pulp, algunas revistas nuevas aparecieron en ese formato a finales de la década de 1940, aunque duraron poco y varias de ellas se centraron en reimpresiones en lugar de material nuevo.
Una de las primeras revistas nuevas de la posguerra fue Fantasy Book, que apareció en 1947. La publicó William Crawford, un editor especializado que alternaba entre las pulp y las digest. Crawford tuvo problemas con la distribución y la producción y la revista nunca se publicó de forma regular, pero salieron ocho números durante su existencia de cuatro años que incluían material valioso, sobre todo el primer relato de Cordwainer Smith, «Scanners Live in Vain», en el número de enero de 1950.
Popular Publications había lanzado Fantastic Novels como compañera de Famous Fantastic Mysteries en 1948; al año siguiente lanzó A. Merritt's Fantasy Magazine, en un intento por ganar dinero con la popularidad de Merritt, y Captain Zero, un héroe de ciencia ficción pulp. Ambas fueron un fracaso y duraron solo cinco y tres números, respectivamente. Startling Stories y Thrilling Wonder de Standard Magazines, ambas bien considerados a finales de la década, se unieron en 1950 a dos revistas dedicadas a reimpresiones. Una de ellas fue Fantastic Story Quarterly, que tenía la intención de publicar reimpresiones de obras que eran demasiado largas para incluir en Startling; inicialmente fue un éxito financiero y Standard decidió lanzar Wonder Story Annual. Ambas revistas sobrevivieron hasta mediados de los años 1950. Dos excepciones a la publicación de reimpresiones fueron Future Science Fiction, que Silberkleit publicó de nuevo como una pulp bimestral en mayo de 1950, todavía con Lowndes como editor, y Out of This World Adventures, también en formato pulp, que combinaba material de ciencia ficción con unas pocas páginas de cómics. La editorial, Avon, también lanzó una revista romántica y otra de wésterns con el mismo formato, pero el experimento fue un fracaso y Out of This World Adventures solo duró dos números, con fechas de portada julio y diciembre de 1950. A finales de 1950 reapareció Marvel Science Stories, cuando los hermanos Goodman vieron que se había iniciado un nuevo auge de las revistas de ciencia ficción; comenzó como pulp, pero cambió a digest al año siguiente. La ficción era de mayor calidad que en la primera etapa de la revista, pero duró menos de dos años.

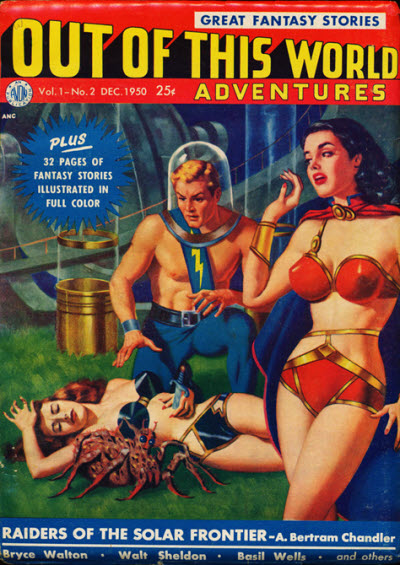
Número de diciembre de 1950 de Out of This World Adventures, segundo de los dos únicos números publicados.

Aunque Astounding se venía publicando en formato digest desde 1943, pocas revistas en este formato se habían lanzado desde entonces. Una de las primeras fue Other Worlds, la primera revista de ciencia ficción de Raymond Palmer desde que dejó Ziff-Davis; se lanzó en noviembre de 1949 con periodicidad bimestral durante el primer año. Palmer consiguió relatos de Ray Bradbury, A. E. van Vogt y Raymond F. Jones, pero la calidad general no era muy alta; Ashley cataloga la revista como «buena, pero no demasiado». Howard Browne asumió el puesto de Palmer como editor de Amazing y Fantastic Adventures, e hizo progresos en la mejora de la calidad de ambas revistas, aunque gran parte de su labor solo se hizo apreciable después de 1950.
En diciembre de 1949, Lawrence E. Spivak, editor de Ellery Queen's Mystery Magazine, lanzó The Magazine of Fantasy en formato digest, como compañera de Ellery para el género fantástico. Los editores fueron Anthony Boucher, un escritor de misterio bien considerado que escribió algo de ciencia ficción, y J. Francis McComas; le cambiaron el nombre a The Magazine of Fantasy & Science Fiction con el siguiente número y aparecieron otros cuatro números trimestrales en 1950. El contenido era del mismo estilo que la ficción que se publicaba en las revistas de moda del momento y pronto fue un éxito. En octubre de 1950 apareció el primer número de Galaxy Science Fiction, con H. L. Gold como editor, también en formato digest, y también con buenos resultados; en la década de 1950 ambas revistas se hicieron muy populares, suplantando a Astounding como las principales revistas de ciencia ficción.
Otras tres revistas comenzaron a publicarse en 1950, ya todas en formato digest. La primera fue Fantasy Fiction, que publicó dos números; incluía algunas reimpresiones respetables de los números de Argosy de 1930, pero ninguno de los nuevos relatos fueron memorables. En octubre de 1950, Raymond Palmer, que había dejado a Ziff-Davis para establecer su propia editorial, lanzó Imagination. Un grave accidente ese verano le obligó a delegar la mayor parte de los trabajos de edición a Bea Mahaffey, y después de dos números vendió la revista a William Hamling, que la mantuvo hasta 1958. La última revista de la década fue Worlds Beyond, editada por Damon Knight, que apareció en diciembre de 1950 y duró tres números con periodicidad mensual; la editorial, Hillman Periodicals, decidió abandonar la revista solo días después de salir a la venta el primer número. Los tres números publicados ofrecieron obras de calidad, y muchos de sus relatos se han reimpreso con frecuencia; «Null-P», de Willam Tenn, y «The Mindworm», de C. M. Kornbluth son tal vez los más conocidos. Knight incluyó material de escritores no dedicados exclusivamente a la ciencia ficción o la fantasía, como Graham Greene y Rudyard Kipling, junto con nombres del género como Katherine MacLean y Lester del Rey. Ashley opina que si Knight hubiera podido continuar, la revista habría sido una contribución significativa a la ciencia ficción de los años 1950.